# 1170er
Portal Geschichte | Portal Biografien | Aktuelle Ereignisse | Jahreskalender | Tagesartikel

◄ |
11. Jh. |
12. Jahrhundert
| 13. Jh. | ►

◄ |
1140er |
1150er |
1160er |
1170er
| 1180er | 1190er | 1200er | ►

1170 |
1171 |
1172 |
1173 |
1174 |
1175 |
1176 |
1177 |
1178 |
1179

## Ereignisse
- 1179: Das Dritte Laterankonzil wird von Papst Alexander III. einberufen. Damit ist der Papst weltlicher und geistlicher Herrscher.

## Kultur/Architektur
- 1173: Grundsteinlegung beim Bau des Schiefen Turmes von Pisa